# Georges Abi-Saber
Georges Abi-Saber O.L.M. (1923 – 2015) là một Giám mục người Liban của Giáo hội Công giáo Maronite, trực thuộc Giáo hội Công giáo Rôma. Ông nguyên là Giám mục chính tòa Giáo phận Saint-Maron de Montréal, nghi lễ Maronite, tọa lạc tại Canada trươc khi hồi hưu. Trước đó, ông còn đảm nhận nhiều chức danh khác như Giám mục chính tòa Giáo phận Latakia và Đại diện Thượng phụ tại Tòa Thượng phụ Antioch, nghi lễ Maronite.

## Tiểu sử
Giám mục Georges Abi-Saber sinh ngày 12 tháng 5 năm 1923, tại Wadi Sette, thuộc Liban. Sau quá trình tu học dài hạn tại các cơ sở chủng viện theo quy định của Giáo luật, ngày 16 tháng 7 năm 1952, Phó tế Abi-Saber, 29 tuổi, tiến đến việc được truyền chức linh mục. Tân linh mục cũng là thành viên dòng Order of Lebanese Maronite (Maronite) [viết tắt là O.L.M.].
Sau 25 năm thực hện các hoạt động mục vụ với trách quyền của một người linh mục, ngày 4 tháng 8 năm 1977, tin tức về việc linh mục Georges Abi-Saber, 54 tuổi, gia nhập Giám mục đoàn Công giáo được phổ biến rộng khắp. Cụ thể linh mục này được chọn làm Giám mục chính tòa Giáo phận Latakia (Lattaquié /(Laodicea), nghi lễ Maronite, thuộc Syria. Lế tấn phong cho vị giám mục tân cử được tổ chức sau đó vào ngày 12 tháng 11 cùng năm, với phần nghi thức truyền chức chính yếu được cử hành cách trọng thể bởi 3 giáo sĩ cấp cao. Chủ phong cho vị tân giám mục là Thượng phụ Antoine Pierre Khoraiche, Thượng phụ Tòa Thượng phụ Antioch, nghi lễ Maronite. Hai giáo sĩ còn lại, với vai trò phụ phong, gồm có Tổng giám mục Joseph Salamé, Tổng giám mục Tổng giáo phận Aleppo, nghi lễ Maronite và Giám mục Ibrahim Hélou, Giám mục chính tòa Giáo phận Saïdā, cũng thuộc nghi lễ Maronite.
Sau 9 năm giữ vị trí Giám mục chính tòa Latakia, Giám mục Abi-Saber được thông báo thuyên chuyển về Tòa Thượng phụ Antioch, làm Giám mục Phụ tá hoặc Đại diện Thượng phụ và danh hiệu Giám mục Hiệu tòa Aradus. Các quyết định trên được công bố vào ngày 2 tháng 5 năm 1986.
Chỉ 4 năm sau đó, nhiệm sở của Giám mục Abi-Saber lại một lần nữa thay đổi, lần này ông được thuyên chuyển đến Canada, với vị trí Giám mục chính tòa Giáo phận Saint-Maron de Montréal, nghi lễ Maronite. Giám mục Abi-Saber đã giữ chức danh này đến ngày 7 tháng 2 năm 1996 thì hồi hưu.
Ông qua đời sau khi từ nhiệm, gần 20 năm sau đó, vào ngày 26 tháng 8 năm 2015, thọ 92 tuổi.